# Chapelle de Locmaria de Plouay
La chapelle de Locmaria est située au lieu-dit "Locmaria", sur la commune de Plouay dans le Morbihan.

## Historique
La chapelle de Locmaria de Plouay fait l’objet d’une inscription au titre des monuments historiques depuis le 3 juin 1975.

## Architecture

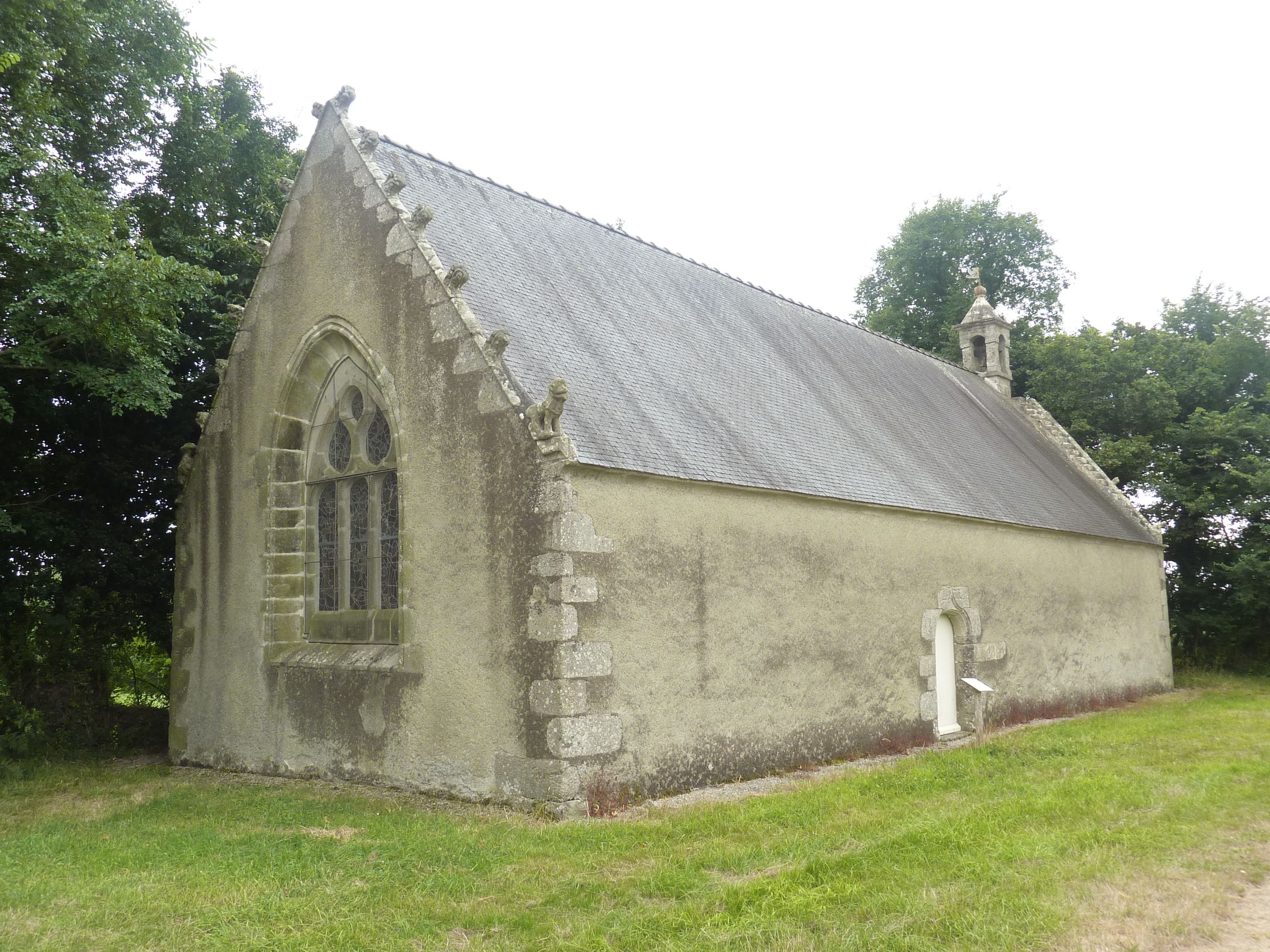
La chapelle Notre-Dame de Grâce, dite aussi chapelle de Locmaria (XVIe siècle).